# かぶせ放送
かぶせ放送（蓋かぶせ、ネットの場合はかぶせ配信ともいう）は、テレビジョン放送において、特定の番組を他社あるいはネット配信、他国等で放送する場合、権利上の関係や、政治、文化的な問題等から、一部を静止画などに切り替えて放送を行うこと。動画を蓋のように覆い隠すように静止画を画面に映すことから「かぶせ」という語が使われる。
なおラジオの場合は、音楽をフィラーとして用いる。

## 概要

### 日本国内

#### キー局系衛星放送局
地上波キー局系の衛星放送局（BS放送・CS放送）で、親会社のキー局の番組をそのまま放送する場合、一部映像において、放送権・肖像権の問題が発生する。主にスポーツの試合（主に近代オリンピックやFIFAワールドカップ関連）やタレント（肖像権が特に厳しいジャニーズ事務所（当時）関連がほとんど）の映像などに多い。
これらの映像は、地上波局で「のみ」放送することが許されている場合が多く、（たとえ資本関係があるにせよ）衛星局は放送する事業者が異なる（地上波と同一法人の事業者も存在する）ため、そのまま放送すると権利を侵害することになる。
これを回避するために、当該の映像の冒頭で画像をストップさせて静止画（スチル）状態にし、「この映像は放送できません」などという断りのテロップを表示したり、代替として新聞社・通信社が配信した写真を表示することがある。地上波側でその映像が終了すると、かぶせ放送を終え、通常の番組に戻る。
スチル状態にもできない場合は、テロップのみや、関係のない静止画（風景写真など）を放送する場合もある。
日テレG+のプロ野球中継（巨人ホームゲーム）では地上波・BS放送向けとCS放送向けに分かれて送出しているため、地上波が他球場の途中経過映像や企画ものが流れていても、CS放送では蓋かぶせをせず、球場内映像を流したままで「権利の関係上、映像はお届けできません」とテロップ表示される。
衛星放送局が地上波と同一法人で運営している場合はある程度は問題なく放送できるが、ごくまれに蓋かぶせとなる場合もある。
なお、NHKのBS放送では地上波の同時・時差放送でも地上波と同一法人の運営で放送権・肖像権を管理しているため、蓋かぶせすることは試験放送時代から一切行っていない（2010年3月に開始した放送衛星による地デジ難視対策衛星放送でも民放を含めて同様である）。ただし、2008年12月に開始したNHKオンデマンドと2020年3月に開始したNHKプラスでは放送権・肖像権などの都合で放送できない部分は当該箇所のみ蓋かぶせ（NHKワールドで使用しているのとは別の静止画像）もしくは配信そのものを中止することがある。また、放送大学学園のBS放送でも放送開始・終了時のコールサインアナウンス部分で放送休止扱いの差し替えがある以外、蓋かぶせを一切行なっていない（こちらもNHKのBS放送と同様、地上波と同一法人の運営で放送権・肖像権を管理しているためである）。

#### ネット配信
サイマル放送のNHKプラスと民放各局系リアルタイム配信（日テレ系、テレ朝系、TBS系、テレ東系、フジテレビ系）とエムキャス（TOKYO MX）は権利関係の処理が難しい映像は差し替え措置が行われる。
放送されたニュース映像をインターネット動画（Yahoo!ニュースなど）で配信する際も蓋かぶせを行う場合がある。権利上インターネットでの映像配信が出来ない海外の映像のほか、他社（ケーブルテレビ事業者からの映像提供など）の映像が流れる場合に行われる。民放（日テレNEWS、ANNnewsCH、TBS NEWS DIG、FNNプライムオンラインなど）で見られ、NHKオンライン内のNHK NEWS WEBのページでは一部映像の蓋かぶせは行っていないが、民放、NHKともに動画配信が出来ないニュースの場合は文字のみ（一部除き写真あり）の掲載となる。

### 国際放送など

#### CNN
CNNの日本向けチャンネル「CNNj」では、ブラックアウト・無音となる。

#### NHKワールド
上記と同じく、スポーツの映像は権利関係上、国外で放送することができない場合がある（海外からのスポーツ中継（一部は条件付で放送が認められているものがある）、オリンピック、FIFAワールドカップ、ワールド・ベースボール・クラシック、日本国内の民放各局から映像素材を受けたものなど）。また、映画の映像や資料映像など、著作権がNHK以外にある映像も関係者の承諾を得ない限り、通常は放送できない（国内向け地上波・BS同時および時差放送の番組がこれに該当する）。ごくまれにNHKが取材した映像や芸術的価値が高い肖像画の作品などでもかぶせ放送が行われることがある。
さらに文化・宗教・政治的な理由などで、日本以外の国で放送することがはばかられる映像も発生する。この場合も、かぶせ放送が行われる。放送できない部分が非常に多い場合は当該番組の放送を休止し、別の番組に差し替えとなる場合もある。
このケースはNHKワールド・プレミアムでよく見られる。NHKワールドTVも以前は「かぶせ放送」がよく見られていたが現在は完全独自編成の放送を行っているため「かぶせ放送」があっても日本国内向け番組の時差放送でごくまれにしか出ない。
なお、中華人民共和国では中国共産党当局にとって不都合とされる映像が放送される際に、NHKの映像に対して中国当局によるかぶせ放送が行われる。例えば、2010年に中国国内での劉暁波へのノーベル平和賞授与決定のニュースを放映中に中国当局によるかぶせ放送が、2013年1月には南方週末社説差し替え事件のニュースを放映中に同じく中国当局によるかぶせ放送が、2014年2月21日には、ダライ・ラマ14世の訪米を伝えていたNHKワールドのニュースを放映中に、同じく中国当局によるかぶせ放送が行われ、同年の六四天安門事件25周年を放送した番組は当局から映像と音声を切る形でかぶせ放送が行われた。2020年に入ってからは、従来の画面が真っ暗な状態から、カラーバーと「NO　SIGNAL　PLEASE　STAND　BY　信号異常　馬上回来（すぐ戻ります）」の文字に切り替わり、電波異常を装って、より手段が巧妙になったと指摘されている。